# エルキュール・ルイ・カテナッチ
エルキュール・ルイ・カテナッチ (伊: Hercule Louis Catenacci、1816年 - 1884年5月15日) はイタリア - フランスの画家、版画家、製図工、イラストレーター。
書物の挿画でも知られ、彼の業績を讃え、1934年には優れた豪華本の出版に対して贈られる「エルキュール・カテナッチ賞」が制定された。

## 経歴

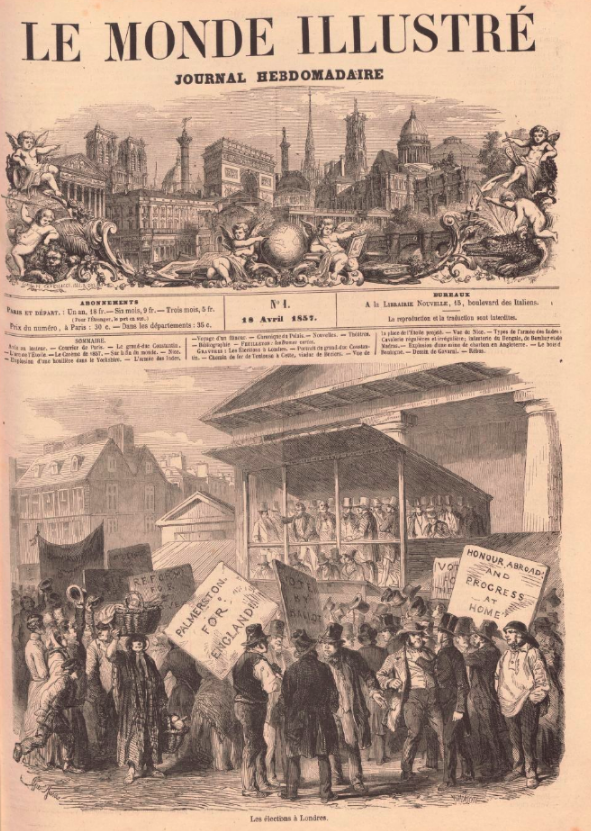
「ル・モンド・イリュストレ」
創刊号表紙 (1857年)

エルキュール・ルイ・カテナッチは1816年、イタリアのフェラーラで生まれた。彼は1831年にフランスを訪れ、多くの風景の版画を作成し、海の生活や神話、寓話をモチーフにしたメダイヨンや紋章を製作した。
定期刊行物にも版画を寄稿し、1857年に創刊した雑誌「ル・モンド・イリュストレ」にイギリス人の画家、William Frederick Measomのイラストをもとにヘッダを作成したほか、「ル・マガザン・ピトレスク」、「ル・トゥール・デュ・モンド」などに版画を寄稿した。
絵画では水彩による風景画を製作したほか、アンソニー・ヴァン・ダイク、ラファエロ・サンティ、モーリス・ド・ヴラマンク、サンドロ・ボッティチェッリ、ミケランジェロ・ブオナローティ、ティツィアーノ・ヴェチェッリオによる教皇の肖像画などを複製した。
書物の仕事では、1855年にエディシオン・メイムから刊行された、トゥーレーヌの歴史書 "La Touraine - Histoire et monuments" や、美術評論家、ジャン＝ジェルマン・デジレ・アルマンゴーの "Trésors de l'Art et les Galeries publiques de l'Europe"（ヨーロッパの宝物と公共のギャラリー）、政治家、フィルミン・ディドーの "Virgile et l'Horace"（ウェルギリウスとホレス）などに版画を作成した。
また、エキュメニカル評議会の依頼により使徒憲章「イネファビリス・デウス」の表紙画を制作した。彼はこの仕事のためにローマ教皇から大聖グレゴリウス勲章騎士に任命されている。
エルキュール・ルイ・カテナッチは1884年5月15日にパリで死去した。アカデミー・フランセーズは彼の業績を讃えて、1934年にエルキュール・カテナッチ賞を制定した。これは毎年、あらゆる分野の優れた豪華本の出版に対して与えられている。

## 版画作品

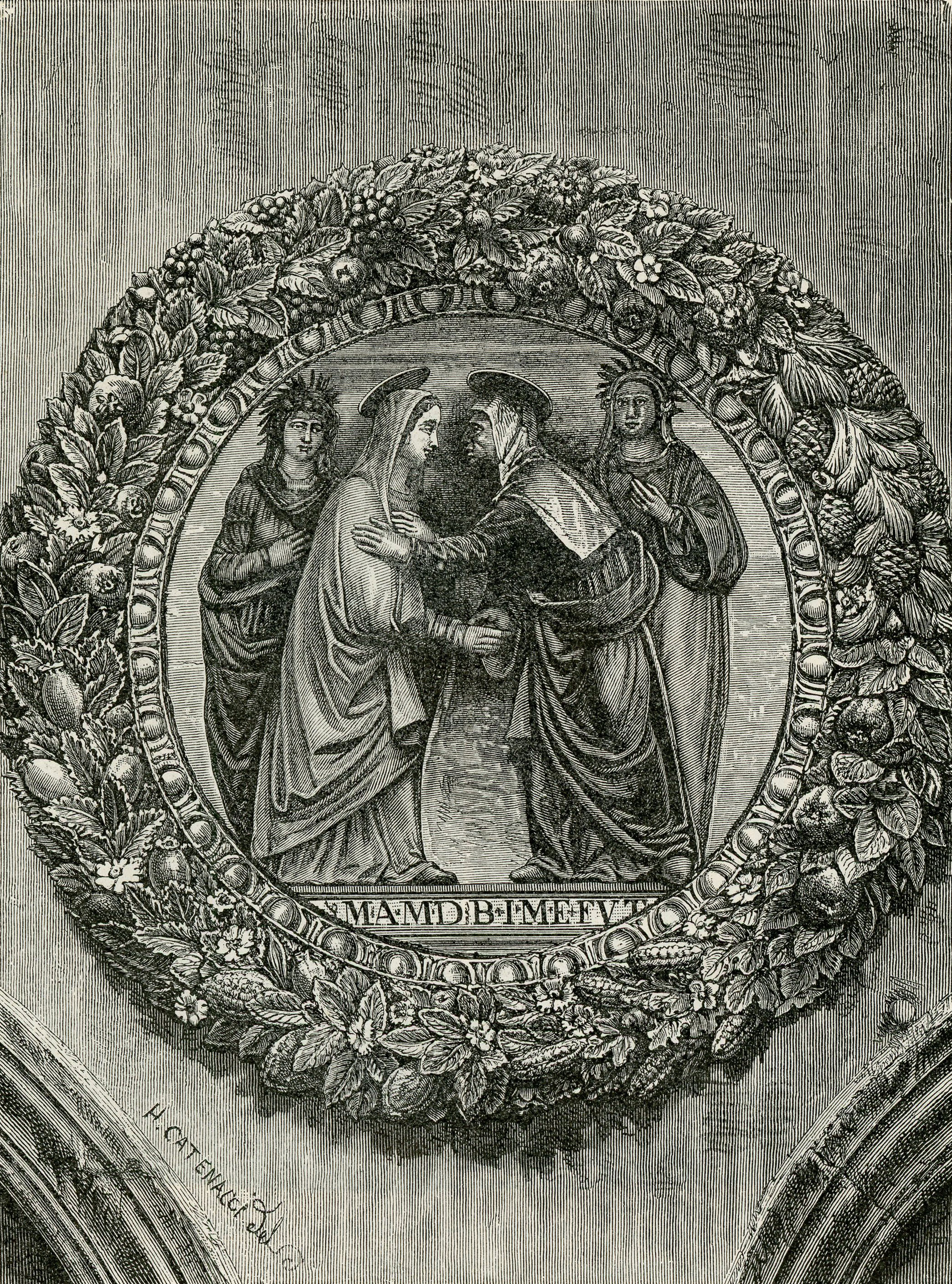
ロッビアのメダイヨン
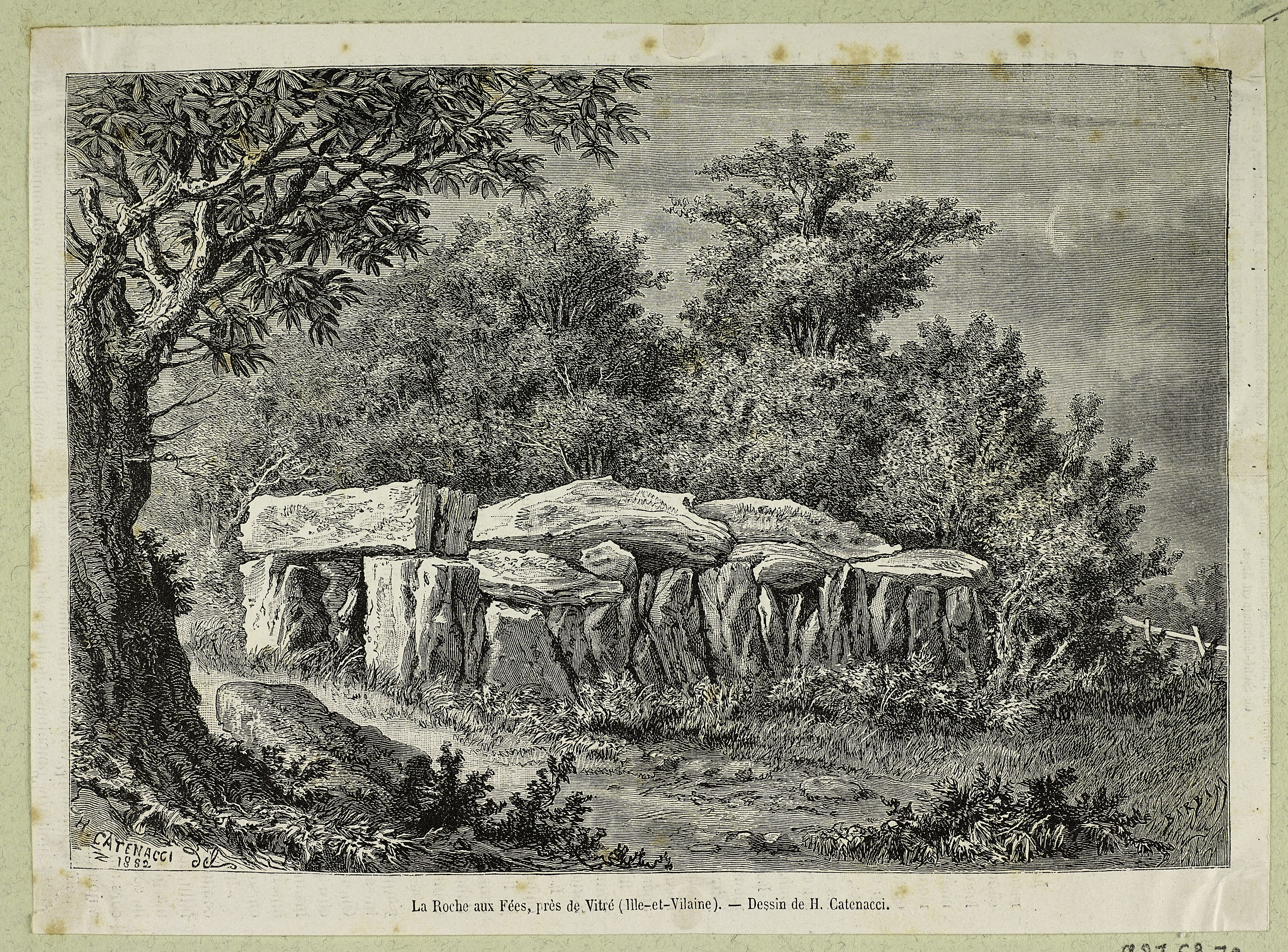
妖精の岩
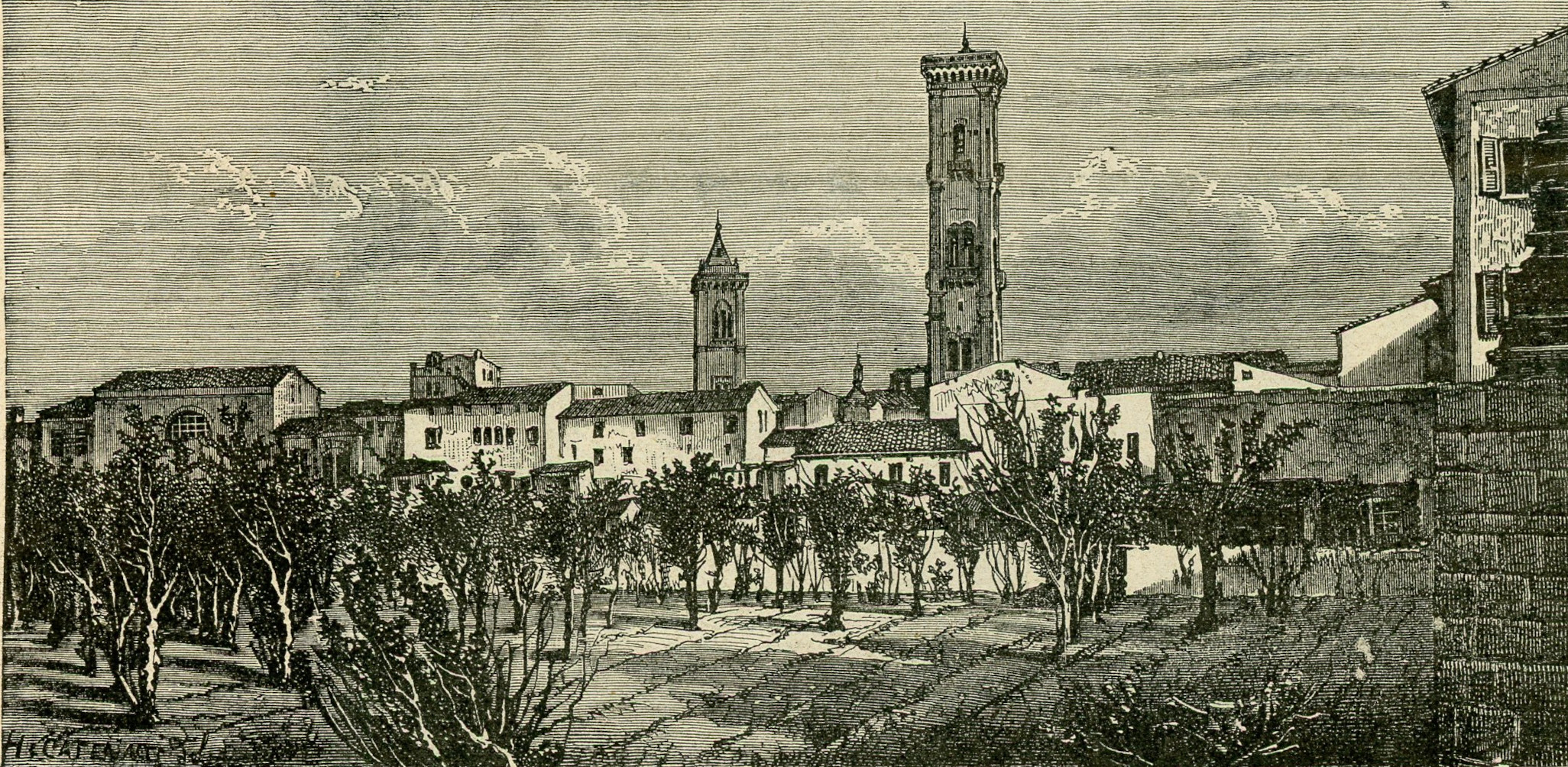
エンポリにて
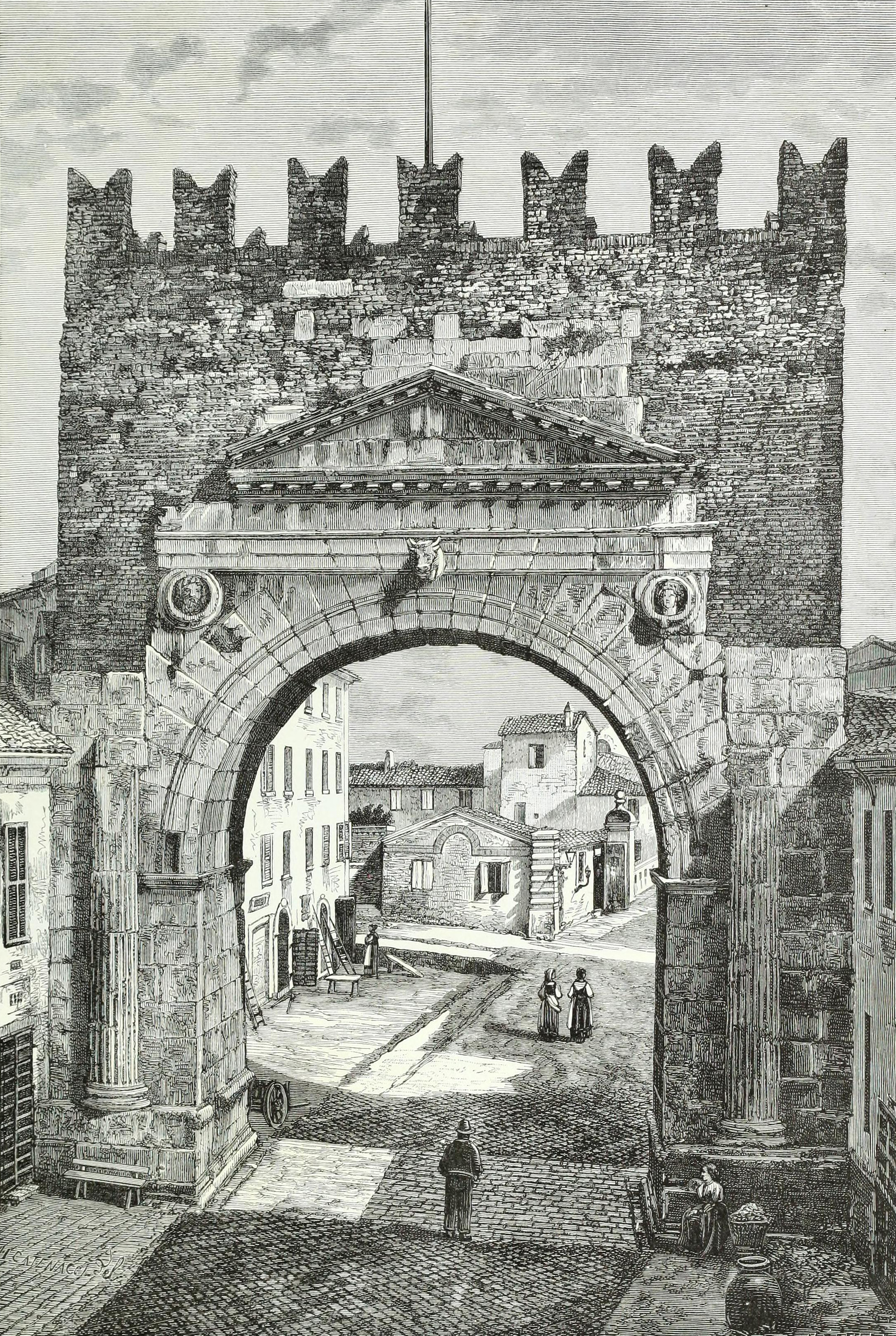
アウグストゥスの凱旋門
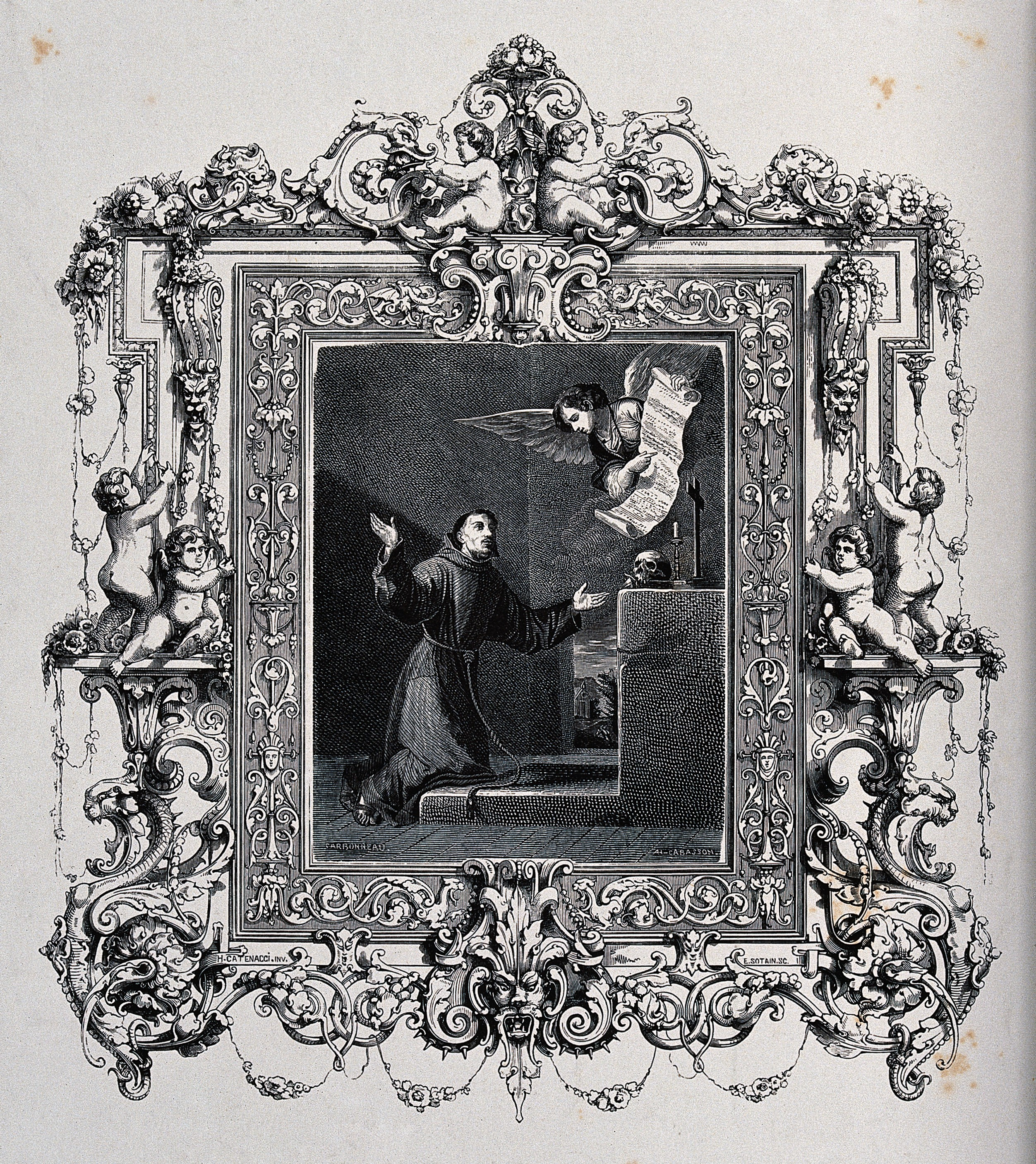
アッシジのフランチェスコ